# Ninja Tune

Ninja Tune Logotipo

Ninja Tune é uma gravadora independente Inglesa, com sede em Londres. Criada em 1991 pelos DJ's da banda Coldcut, Matt Black e Jonathan More.
Tem entre seus artistas a banda The Heavy e King Cannibal.